# Nikolai Semionov
Nikolai Nikolaievici Semionov (în limba rusă Никола́й Никола́евич Семёнов) (n. 3/15 aprilie 1896, Saratov, Imperiul Rus – d. 25 septembrie 1986, Moscova, RSFS Rusă, URSS) a fost un fizico-chimist rus, laureat al Premiului Nobel pentru chimie (1956). Semionov fost decorat de 9 ori cu Ordinul Lenin. 
Semionov a fost profesor la Universitatea Moscova din 1944.  În 1956, Nikolai Semionov a fost distins cu Premiul Nobel în chimie pentru activitatea sa cu privire la mecanismul reacțiilor chimice. Nikolai Semionov a primit Premiul Nobel împreună cu Sir Cyril Norman Hinshelwood.
Nikolai Semionov a fost decorat cu Premiul Stalin în 1941 și 1949. În decursul vieții, Semionov a deținut și importante funcții politice, în calitate de membru al Partidului Comunist al URSS: a fost membru al Sovietului Suprem din 1947 precum și vice-președinte al URSS-ului în perioada 1963 - 1971. 
Nikolai Semionov a fost căsătorit de trei ori. Prima soție a decedat după doi ani de căsătorie, în 1923. În 1924, Nikolai Semionov s-a căsătorit cu nepoata soției decedate dar a divorțat de ea în 1971. Apoi, Nikolai Semionov s-a căsătorit cu una din asistentele sale. 